# Copa del Rey de hockey patines 2012
La Copa del Rey de hockey patines 2012 fue la sexagésima novena edición de la Copa del Rey de este deporte. La sede única fue la ciudad de Villanueva y Geltrú y los encuentros se disputaron en el Poliesportiu del Garraf.
Se disputó entre los 8 mejores equipos de la OK Liga 2011-12 en la primera vuelta de la liga, según el sorteo efectuado el 21 de febrero de 2012.
Los partidos se jugaron entre el 1 de marzo y el 4 de marzo de 2012.
El campeón de esta edición fue el FC Barcelona, que consiguió su decimonoveno título de copa.

## Equipos participantes
- Club d'Esports Vendrell
- FC Barcelona
- Reus Deportiu
- HC Liceo
- SHUM Maçanet
- Blanes HCF
- CE Noia
- CP Vilanova

## Resultados
|  | Cuartos de final | Cuartos de final |              |              | Semifinales | Semifinales |  |         | Final      | Final      |  |
|  | 1 y 2 de marzo   | 1 y 2 de marzo   |              |              | 3 de marzo  | 3 de marzo  |  |         | 4 de marzo | 4 de marzo |  |
|  |                  |                  |              |              |             |             |  |         |            |            |  |
|  |                  |                  |              |              |             |             |  |         |            |            |  |
|  | CE Noia          | 2                |              |              |             |             |  |         |            |            |  |
|  | CE Noia          | 2                |              |              |             |             |  |         |            |            |  |
|  | Blanes HCF       | 1                |              |              |             |             |  |         |            |            |  |
|  | Blanes HCF       | 1                |              | CE Noia      | 4           |             |  |         |            |            |  |
|  |                  |                  |              | CE Noia      | 4           |             |  |         |            |            |  |
|  |                  |                  | HC Liceo     | 1            |             |             |  |         |            |            |  |
|  | HC Liceo         | 8                | HC Liceo     | 1            |             |             |  |         |            |            |  |
|  | HC Liceo         | 8                |              |              |             |             |  |         |            |            |  |
|  | CE Vendrell      | 3                |              |              |             |             |  |         |            |            |  |
|  | CE Vendrell      | 3                |              |              |             |             |  | CE Noia | 2          |            |  |
|  |                  |                  |              |              |             |             |  | CE Noia | 2          |            |  |
|  |                  |                  | FC Barcelona | 3            |             |             |  |         |            |            |  |
|  | FC Barcelona     | 8                | FC Barcelona | 3            |             |             |  |         |            |            |  |
|  | FC Barcelona     | 8                |              |              |             |             |  |         |            |            |  |
|  | Reus Deportiu    | 7                |              |              |             |             |  |         |            |            |  |
|  | Reus Deportiu    | 7                |              | FC Barcelona | 5           |             |  |         |            |            |  |
|  |                  |                  |              | FC Barcelona | 5           |             |  |         |            |            |  |
|  |                  |                  | CP Vilanova  | 4            |             |             |  |         |            |            |  |
|  | CP Vilanova      | 11               | CP Vilanova  | 4            |             |             |  |         |            |            |  |
|  | CP Vilanova      | 11               |              |              |             |             |  |         |            |            |  |
|  | SHUM Maçanet     | 10               |              |              |             |             |  |         |            |            |  |
|  | SHUM Maçanet     | 10               |              |              |             |             |  |         |            |            |  |
|  |                  |                  |              |              |             |             |  |         |            |            |  |

## Final
| Fecha                             | Hora  | Partido      | Partido | Partido |
| --------------------------------- | ----- | ------------ | ------- | ------- |
| 4 de marzo                        | 16:00 | FC Barcelona | 3-2     | CE Noia |
| Pabellón: Poliesportiu del Garraf |       |              |         |         |